# クァンジュの叫び
クァンジュの叫び（くぁんじゅのさけび、光州の叫び、朝鮮語: 광주는 부른다）は、1985年に公開された朝鮮民主主義人民共和国の映画である。日本未公開。

## 概要
クァンジュの叫びは、1929年に起きた光州学生事件による紛争を題材にした映画である。朝鮮半島が日本の植民地であった時代、内線一体政策によって日本が朝鮮民族を抹殺しようと企んでいた。その時期に朝鮮人の主人公や友人らまで日本人からの弾圧を受けながらも、民族性と自尊心を守ろうと日本に立ち向かう。そのために、亡き父が遺した未完成の朝鮮半島に関する歴史書を完成させようとするが、その過程は日本人に見つかってしまい、彼は日本人による弾圧と酷い仕打ちを受ける。侵略者かつ帝国主義である日本の植民地的奴隷教育制度の撤廃を求めて、朝鮮民族らが立ち向かう。

## 出演
- セウン - キム・チョル
- ソヨン - パク・ミファ
- ドンス - チェ・ボンシク
- インチョル - テ・サンフン
- セウンの母 - ムン・ジョンボク
- ヨンオク - クム・ヘソン
- ペク・ウンボン - チュ・ソクポン
- 寺内 - キム・ヨングン